# Anja Sicking
Anja Sicking (* 1965 in Den Haag) ist eine niederländische Autorin.

## Leben
Anja Sicking studierte am Koninklijk Conservatorium Den Haag und ist Konzertklarinettistin. Für ihren ersten Roman Het Keuriskwartet wurde sie mit dem Geertjan Lubberhuizen Prijs für das beste Debüt 2001 ausgezeichnet.

## Werke
- 2000 – Het Keuriskwartet
- 2005 – Die Magd des Monsieur de Malapert